# Шкрібляк Микола Юрійович
Мико́ла Ю́рійович Шкрібля́к (1858, с. Яворів, Косівського повіту, Королівство Галичини і Володимирії — 1920) — гуцульський майстер пласкої різьби на дереві, син Юри Шкрібляка.

## Життєпис
Родом з с. Яворова, тепер Косівського районуу на Івано-Франківщині.
Досконало опанувавши техніку мистецького орнаментального різьблення, М. Шкрібляк впровадив цьоканку: густе вибивання цвяшками тла площин, для виразнішого виділення основних мотивів.
Його улюблені мотиви: розетки з закругленими пелюстками — «кочела».
Частіше від батька вводив мотиви «гадючки», «трилисника», «кучерів», «баранячих рогів».
Головні орнаментальні мотиви в тарілках і раквах викладав багатокольоровим бісером, на деяких предметах (вазочках, шкатулках) густа інкрустація бісером досягала малярських ефектів.